# مجلس السلم العالمي

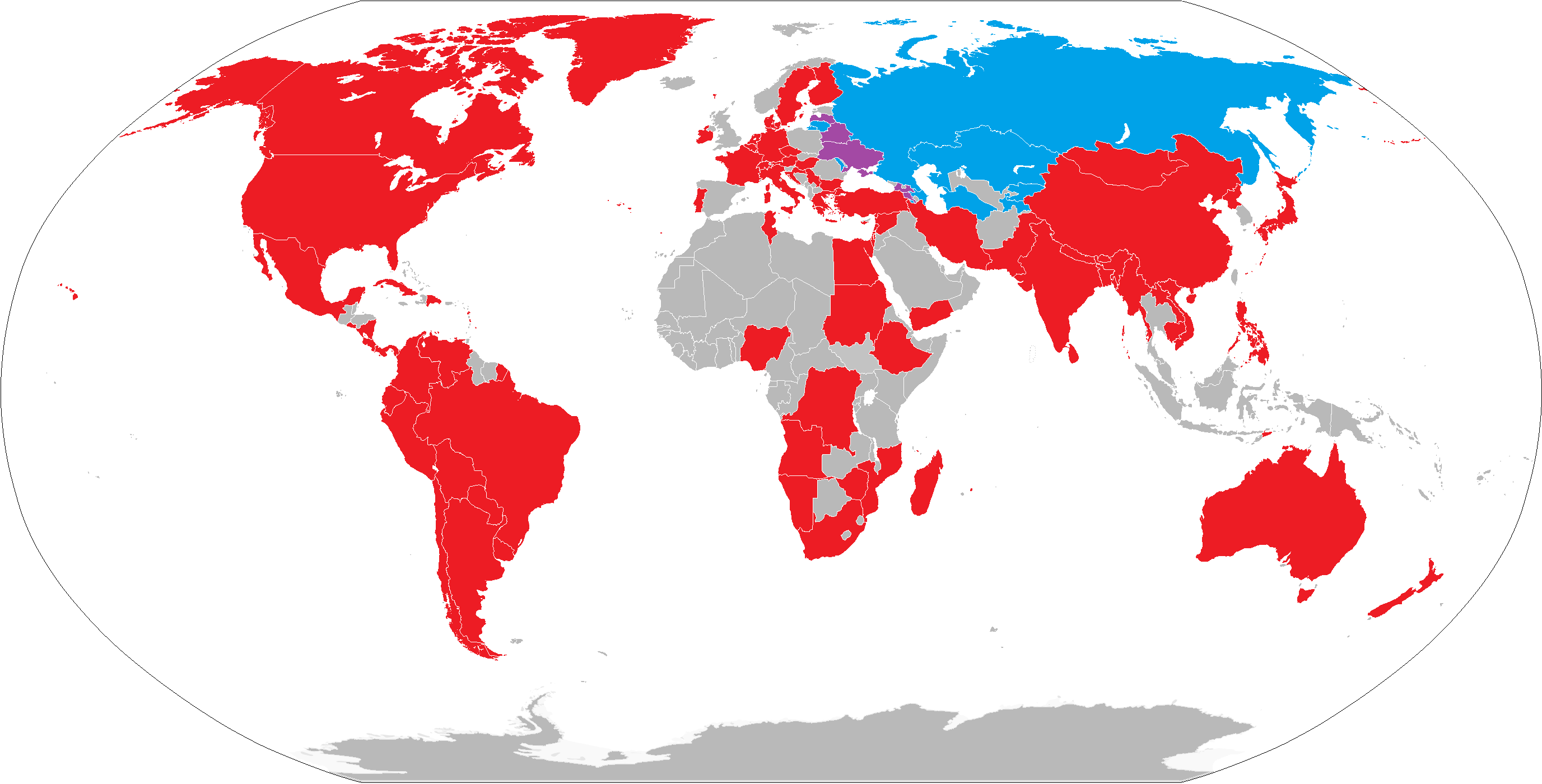

هو مجلس اجتماعي شعبي عالمي نشأ بعد الحرب العالمية الثانية وما شهدته من دمار ومعاناة لمعظم مجتمعات العالم ولاسيما أوربا عام 1950.

## نشأته وتأسيسه
المجلس في تشرين الثاني/نوڤمبر 1950 في المؤتمر الثاني لأنصار السلام المنعقد في وارسو. وقد أعلن أن مهمته وهي عبارة عن قيادة حركة شعوب العالم للدفاع عن السلام والأمن، ومناهضة التحضير لحرب جديدة وضم ممثلين لجميع شعوب العالم بمن فيهم شعوب المستعمرات التي لم تكن قد نالت استقلالها بعد.وقد اتجه باتجاه تمثيل جميع مختلف فئات المجتمع وتشكيلاته وهيئاته من أحزاب سياسية وطوائف وأديان وتشكيلات اجتماعية ومهنية وممارسة نشاطه عن طريق المؤتمرات العادية والاستثنائية والندوات إضافة إلى نشاطات المكتب.

## الجلسة الأولى
تم انعقاد الجلسة الأوولى في 21- 26 شباط/فبراير 1951 م في برلين وتم انتخاب العالم الفرنسي جوليو كوري وعدد من الشخصيات الاجتماعية المرموقة أعضاء في مكتب المجلس، وقد أضفى عليه هؤلاء مهابة الاحترام على المستويات الرسمية والشعبية في العالم. واصدر مايلي:
- العقد على معاهدة للسلم بين الدول الخمس الكبرى وهي:

الاتحاد السوڤييتي - الصين الشعبية - إنجلترا- فرنسا - الولايات المتحدة الأمريكية، وأطلق لهذه الغاية حملة شعبية واسعة على المستوى العالمي لجمع تواقيع
المواطنين في أنحاء مختلفة من دول العالم.
- حل المسألة الألمانية واليابانية والكورية، وآخر يتضمن الدعوة إلى النضال في سبيل السلم في البلدان المستعمرة والتابعة وذلك تحت شعار (السلم لا ينتظر ...السلم يكسب بالنضال).

## الجلسة الثانية
تم انعقاد الجلسة الثانية في فيينا تشرين الثاني/نوڤمبر 1951 وأقر المؤتمرون عدة قرارات تمثل برنامجاً للنضال اللاحق لتوطيد السلام وتعزيزه. ووجه نداءً إلى الأمم المتحدة وشعوب العالم لبذل الجهود من
أجل الحل السلمي للخلافات القائمة بين المعسكرين عن طريق المفاوضات، واقترح عقد معاهدة بين الدول الخمس الكبرى لتحريم السلاح الذري وسائر أسلحة الدمار الشامل وتخفيض التسلح. واصدر ما يلي:
- المطالبة بوقف الأعمال العسكرية في كوريا وفييتنام والملايو، واقتراحاً إلى الدول الكبرى بالتخلي عن سياسة القوة والشروع بالمفاوضات من أجل وضع حد للتوتر في العلاقات الدولية.

## الجلسة الثالثة
تم انعقاد الجلسة الثالثة في بودابست 20/6/1953 واصدر مايلي:
- تحديد مهام لجان أنصار السلام في المرحلة الجديدة وهي افتتاح حملة لحل المنازعات بالطرق السلمية.

## الجلسة الرابعة
تم انعقاد الجلسة الرابعة في ڤيينا من 21- 28 نوفمبر 1953 واصدر مايلي:
- حث العلماء في جميع أنحاء العالم من أجل منع أسلحة الإبادة الجماعية، وعدم المساهمة في نشرها.

## الجلسة الخامسة
تم انعقاد الجلسة الخامسة في ستوكهولم في الفترة الواقعة بين 18- 23 نوفمبر 1954 انعقدت وأصدر مايلي:
- حث الدول الأوربية لتنظيم أمنها المشترك والتعاون فيما بينها.

## الجلسة السادسة
تم انعقاد الجلسة السادسة في هلسنكي التي أصبحت مقراً له، في الفترة من 22- 29 يونيو 1955 حيث شارك في أعماله 2000 مندوب من 68 بلداً. ونوقشت فيه مسائل نزع السلاح العام وتحريم الأسلحة الذرية واحترام الاستقلال الوطني للدول. واكب مجلس السلم العالمي التطورات الدولية، وكان يقود نشاط الشعوب من أجل تكوين رأي عام مناهض للحرب والنزاعات، ودعم نضال شعوب آسيا وإفريقيا من أجل الحرية والاستقلال ونضال الشعب الفلسطيني والأمة العربية ونظم لهذه الغاية مؤتمري نصرة الشعوب العربية في نيودلهي والقاهرة بعد عدوان إسرائيل 1967 وساند مؤتمر التضامن مع الشعب العراقي ضد الاحتكارات البترولية في العام 1972.

## نهاية الحرب الباردة
في نهاية الثمانينات وبداية التسعينات حصل تراجع في نشاطات المجلس بفعل المتغيرات التي حصلت في العالم، لاسيما تفكك المعسكر الاشتراكي، وقد فرضت هذه المتغيرات ضرورة إعادة النظر في وضعه، وبرامجه، وهيكليته، وفي هذا السياق عقد مؤتمران في أثينا عامي 1990 م و2004م، ومؤتمر كاراكاس 2008 م الذي مثل بداية لمرحلة جديدة في نشاطات وفعاليات مجلس السلم العالمي.